# Erik Jacobs
Erik Jacobs (Mortsel,  11 april 1944) is een Belgisch voormalig verkoopsleider en politicus voor de Volksunie en vervolgens de N-VA.

## Levensloop
Hij groeide op in Berchem en trok na zijn middelbare studies naar Brussel. Van opleiding is hij fotograaf en gegradueerde in de publiciteit. Hij was 30 jaar actief als manager van FotografenGilde Vlaanderen-Nederland. Hij was lid van de Volksunie, na de splitsing van de partij in Spirit enerzijds en N-VA anderzijds koos hij voor deze laatste. Hij behoorde tot de werkgroep die de lokale N-VA-afdeling oprichtte.
Bij de lokale verkiezingen van 2012 was hij lijsttrekker voor N-VA in Kontich. Hij behaalde 791 voorkeursstemmen, waarmee hij de tweede populairste politicus werd van Kontich op ruime afstand van Luc Blommaerts (CD&V, 1200). Jacobs sloot een bestuursmeerderheid met Dorpslijst Sander en volgde Luc Blommaerts op in de hoedanigheid van burgemeester. Op 22 april 2013 (aflevering 25) nam hij deel aan De Slimste Gemeente op VIER, waarin hij het opnam tegen Mon Fillet (Haacht) en Vincent Van Quickenborne (Kortrijk).
Op 1 januari 2016 werd hij als burgemeester opgevolgd door partijgenoot Bart Seldeslachts. Begin 2017 verhuisde hij naar Breendonk en nam hij ontslag als gemeenteraadslid van Kontich. Eind 2018 nam hij deel aan de gemeenteraadsverkiezingen in Puurs-Sint-Amands, maar raakte niet verkozen.